# Kortnei Johnson
Kortnei LeAnn Johnson (nacida el 11 de agosto de 1997) es una deportista estadounidense que compite en la disciplina de carrera de velocidad. Corriendo para el programa de atletismo de LSU Lady Tigers, ganó dos títulos de relevos de campeonatos de atletismo al aire libre femeninos de la División I de la NCAA y estableció el récord mundial sub-23 en el relevo 4 × 100 metros en 2018. Representó a Estados Unidos en los Juegos Panamericanos de 2023.

## Carrera
Johnson es de Italy, Texas, Estados Unidos. Asistió a la Italy High School, donde fue siete veces campeona de la escuela secundaria estatal de la Liga Interescolar Universitaria de Texas en atletismo. Como el instituto de Italy no tenía pista de atletismo, tuvo que entrenar sobre hierba y cemento. Fue descrita como la atleta más exitosa en la historia de Italy HS, y cuando se graduó se realizó un desfile en su honor. Luego fue reclutada para el equipo de atletismo de LSU Lady Tigers; cuando el entrenador de LSU, Dennis Shaver, visitó la escuela de Johnson, se sorprendió por la falta de instalaciones para entrenar. Se unió en 2015 y se clasificó para el campeonato al aire libre de la NCAA DI de 2016 en 100 m, 200 m y 4 x 100 m en su primera serie de competencia. Aunque no avanzó a la final en los 100 o 200 m, ganó su primer campeonato nacional en relevos, estableciendo un nuevo récord en Hayward Field de 42,65 segundos.
Johnson ganaría su primera medalla individual de la NCAA en el campeonato de pista y campo al aire libre de la División I de la NCAA de 2018, quedando tercera en los 200 metros. En los campeonatos al aire libre de la Southeastern Conference de ese año, Johnson estableció un récord de la NCAA y el mejor del mundo sub-23 en el relevo 4 × 100 m. Corriendo el partido de vuelta con Mikiah Brisco, Rachel Misher y Aleia Hobbs, su equipo de LSU dividió 42,05 segundos. Posteriormente en los campeonatos nacionales al aire libre, Johnson solo disputó el relevo 4 × 100 m y ganó su segundo título nacional en ese evento. Fue su último título nacional, ya que durante los campeonatos al aire libre de su temporada sénior su equipo de 4 × 100 m perdió ante los USC Trojans. Johnson compitió en el Campeonato de Atletismo al Aire Libre de los Estados Unidos de 2019 en los 100 m, pero quedó sexta en su semifinal y no avanzó a la final. En septiembre de ese año, fue seleccionada como miembro de uno de los dos equipos estadounidenses de 4 × 100 m en The Match Europe v USA. Corriendo con Courtne Davis, Kiara Parker y Kyra Jefferson, su equipo quedó en segundo lugar, perdiendo solo ante el otro equipo de los Estados Unidos.
En 2021, Johnson corrió un tiempo de 22,40 segundos para terminar subcampeona en los 200 metros rectos en los Adidas Boost Boston Games, lo que la convirtió en la cuarta atleta de todos los tiempos en ese evento. También compitió en las pruebas olímpicas de Estados Unidos de 2021 en los 100 m, sin poder avanzar desde la primera ronda. Johnson nuevamente no avanzó a la final de 100 my 200 m en el Campeonato de Atletismo al Aire Libre de los Estados Unidos de 2022. En 2023, Johnson fue seleccionado para representar a Estados Unidos en los Juegos Panamericanos 2023 en los relevos de 100 my 4 × 100 m. No avanzó a la final de 100 m, pero su equipo de relevos sí avanzó. En la final, Johnson fue sustituido por Alaysha Johnson. Se dejó caer el testigo del relevo y el equipo estadounidense tuvo que correr hasta la meta en un tiempo de 1:01.30.